# I liga argentyńska w piłce nożnej (1894)
Mistrzem Argentyny w roku 1894 został klub Lomas Athletic Buenos Aires, a wicemistrzem – Rosario Athletic.
Kluby Rosario Athletic, Saint Andrew’s Buenos Aires oraz Lobos straciły prawo gry w lidze. Na ich miejsce awansowały Lomas Academy Buenos Aires, English High School oraz Quilmes Rovers Buenos Aires.

## Primera División

### Lista meczów
| Mecze                                                                                              |
| -------------------------------------------------------------------------------------------------- |
| Lomas Athletic Buenos Aires – Flores Athletic Buenos Aires 6:0                                     |
| Lomas Athletic Buenos Aires – Lobos 6:1                                                            |
| Lomas Athletic Buenos Aires – Rosario Athletic zwycięstwo Lomas Athletic Buenos Aires              |
| Lomas Athletic Buenos Aires – Retiro Athletic Buenos Aires 7:0                                     |
| Lomas Athletic Buenos Aires – Saint Andrew’s Buenos Aires 6:1                                      |
| Rosario Athletic – Flores Athletic Buenos Aires 3:2                                                |
| Rosario Athletic – Lobos 5:0                                                                       |
| Rosario Athletic – Lomas Athletic Buenos Aires remis                                               |
| Rosario Athletic – Retiro Athletic Buenos Aires zwycięstwo Rosario Athletic                        |
| Rosario Athletic – Saint Andrew’s Buenos Aires zwycięstwo Rosario Athletic                         |
| Flores Athletic Buenos Aires – Lobos 6:0                                                           |
| Flores Athletic Buenos Aires – Lomas Athletic Buenos Aires 0:1                                     |
| Flores Athletic Buenos Aires – Rosario Athletic zwycięstwo Flores Athletic Buenos Aires            |
| Flores Athletic Buenos Aires – Retiro Athletic Buenos Aires 4:0                                    |
| Flores Athletic Buenos Aires – Saint Andrew’s Buenos Aires zwycięstwo Flores Athletic Buenos Aires |
| Lobos – Flores Athletic Buenos Aires zwycięstwo Lobos                                              |
| Lobos – Lomas Athletic Buenos Aires remis                                                          |
| Lobos – Rosario Athletic 2:2                                                                       |
| Lobos – Retiro Athletic Buenos Aires zwycięstwo Lobos                                              |
| Lobos – Saint Andrew’s Buenos Aires zwycięstwo Lobos                                               |
| Saint Andrew’s Buenos Aires – Flores Athletic Buenos Aires zwycięstwo Flores Athletic Buenos Aires |
| Saint Andrew’s Buenos Aires – Lobos 4:0                                                            |
| Saint Andrew’s Buenos Aires – Lomas Athletic Buenos Aires 0:2                                      |
| Saint Andrew’s Buenos Aires – Rosario Athletic zwycięstwo Rosario Athletic                         |
| Saint Andrew’s Buenos Aires – Retiro Athletic Buenos Aires zwycięstwo Saint Andrew’s Buenos Aires  |
| Retiro Athletic Buenos Aires – Flores Athletic Buenos Aires 0:8                                    |
| Retiro Athletic Buenos Aires – Lobos 1:1                                                           |
| Retiro Athletic Buenos Aires – Lomas Athletic Buenos Aires zwycięstwo Lomas Athletic Buenos Aires  |
| Retiro Athletic Buenos Aires – Rosario Athletic 0:5                                                |
| Retiro Athletic Buenos Aires – Saint Andrew’s Buenos Aires zwycięstwo Saint Andrew’s Buenos Aires  |

### Końcowa tabela sezonu 1894
Pewny jest jedynie bilans bramkowy mistrza Lomas Athletic Buenos Aires.
| Poz | Klub                         | Mecze | Zw | Rem | Por | Pkt | BrZd | BrStr |
| --- | ---------------------------- | ----- | -- | --- | --- | --- | ---- | ----- |
| 1   | Lomas Athletic Buenos Aires  | 10    | 8  | 2   | 0   | 18  | 40   | 4     |
| 2   | Rosario Athletic             | 10    | 6  | 2   | 2   | 14  | ~19  | ~8    |
| 3   | Flores Athletic Buenos Aires | 10    | 6  | 0   | 4   | 12  | ~26  | ~13   |
| 4   | Lobos                        | 10    | 3  | 3   | 4   | 9   | ~6   | ~24   |
| 5   | Saint Andrew’s Buenos Aires  | 10    | 3  | 0   | 7   | 6   | ~12  | ~13   |
| 6   | Retiro Athletic Buenos Aires | 10    | 0  | 1   | 9   | 1   | ~1   | ~33   |